# 薩爾米基蓋扎雷吉亞
Grădiştea de Munte – Sarmizegetusa Regia 遺址，是目前已知最大的達契亞地區聚居地，自公元前1世紀下半葉起就是達契亞國王的住所。從軍事、宗教信仰和手工藝的角度來看，達契亞文明高度發展的證據散佈在整個遺址。 
首先在此建立首都的是達契亞人，位於奧勒什蒂山脈的薩爾米澤格圖薩雷吉亞，隨後是羅馬人，他們在 Ulpia Traiana Sarmizegetusa（位在今哈采格）建立首都。 西元2世紀初，德塞巴盧斯國王和圖拉真皇帝之間發生了兩次戰爭，羅馬帝國最終控制達契亞和薩爾米澤格圖薩雷吉亞；該些地區的命名被保留下來，繼續出現於羅馬帝國統治時代。
奧勒什蒂耶山脈的達契亞要塞群自1999年起被列入聯合國教科文組織世界遺產名錄。

## 外部連結
- Cetățile dacice din Munții Orăștiei - Sarmizegetusa Regia （页面存档备份，存于）
- The Dacian Fortresses of the Orastie Mountains （页面存档备份，存于）
- Virtual 3D Reconstruction of Sarmizegetusa Regia （页面存档备份，存于）
- „Large circular sanctuary" from Sarmizegetusa Regia （页面存档备份，存于）, 3D reconstruction (v.1)
- 3D Reconstruction of Sarmizegetusa from Documentary "Decoding Dacia" by Kogainon Films （页面存档备份，存于）